# Erinnyis encantada
Erinnyis encantada är en fjärilsart som beskrevs av Kernbach 1962. Erinnyis encantada ingår i släktet Erinnyis och familjen svärmare. Inga underarter finns listade i Catalogue of Life.